# Orchid (Florida)
Orchid ist eine Stadt im Indian River County im US-Bundesstaat Florida. Das U.S. Census Bureau hat bei der Volkszählung 2020 eine Einwohnerzahl von 516 ermittelt. 

## Geographie
Orchid liegt zwischen dem Atlantischen Ozean und dem Indian River, der einen Teil des Intracoastal Waterway bildet. Die Stadt liegt rund 10 km nördlich von Vero Beach sowie etwa 140 km südöstlich von Orlando.

## Demographische Daten
Laut der Volkszählung 2010 verteilten sich die damaligen 415 Einwohner auf 358 Haushalte. Die Bevölkerungsdichte lag bei 129,7 Einw./km². 98,6 % der Bevölkerung bezeichneten sich als Weiße und 1,0 % als Asian Americans. 0,5 % gaben die Angehörigkeit zu mehreren Ethnien an. 1,4 % der Bevölkerung bestand aus Hispanics oder Latinos.
Im Jahr 2010 lebten in 0,9 % aller Haushalte Kinder unter 18 Jahren sowie 74,0 % aller Haushalte Personen mit mindestens 65 Jahren. 86,5 % der Haushalte waren Familienhaushalte (bestehend aus verheirateten Paaren mit oder ohne Nachkommen bzw. einem Elternteil mit Nachkomme). Die durchschnittliche Größe eines Haushalts lag bei 1,93 Personen und die durchschnittliche Familiengröße bei 2,04 Personen.
0,7 % der Bevölkerung waren jünger als 20 Jahre, 1,6 % waren 20 bis 39 Jahre alt, 13,5 % waren 40 bis 59 Jahre alt und 84,0 % waren mindestens 60 Jahre alt. Das mittlere Alter betrug 68 Jahre. 48,0 % der Bevölkerung waren männlich und 52,0 % weiblich.
Das durchschnittliche Jahreseinkommen lag bei 193.750 $, dabei lebten 0,5 % der Bevölkerung unter der Armutsgrenze.
Im Jahr 2000 war englisch die Muttersprache von 100 % der Bevölkerung.

## Sehenswürdigkeiten
Am 1. August 2003 wurde der Jungle Trail in das National Register of Historic Places eingetragen.

## Verkehr
Orchid wird von den Florida State Roads A1A und 510 durchquert bzw. tangiert. Der nächste Flughafen ist der etwa 45 km nördlich gelegene Melbourne International Airport.